# Siffleur olivâtre
Pachycephala olivacea
Espèce
Statut de conservation UICN

 LC  : Préoccupation mineure
Le Siffleur olivâtre (Pachycephala olivacea) est une espèce de passereaux de la famille des Pachycephalidae. Cet oiseau vit au sud-est de l'Australie. Pour un œil non averti, il peut être confondu avec la femelle du Siffleur doré.

## Description
Les oiseaux adultes font environ 18 à 20 cm de longueur pour un poids de 40 g et ont un plumage surtout brun olive avec une gorge blanche striée. Le mâle a la tête gris foncé, la poitrine gris pâle et le ventre et le croupion chamois teinté de rouge. La femelle n'a pas de teinte rouge et a le dessous brun. Les pattes, le bec et les yeux des deux sexes sont d'un brun-noir. Le chant mélodieux est probablement le plus musical de tous les siffleurs.

## Répartition
Le Siffleur olivâtre se trouve de la chaîne McPherson à l'extrême sud-est du Queensland en passant par la Nouvelle-Galles du Sud et le Victoria jusqu'à la chaîne de Flinders au sud-est de l'Australie-Méridionale sur King Island et en Tasmanie. 

## Habitat
Son habitat est principalement composé de forêts humides, forêts de hêtres de l'Antarctique dans le nord de la Nouvelle-Galles du Sud. 

## Population et conservation
Espèce rare, il est considéré de Préoccupation mineure (UICN) à l'échelle fédérale, mais vulnérables en Nouvelle-Galles du Sud en raison de la fragmentation de son habitat et des chats sauvages et des renards. 

## Alimentation
Il est essentiellement insectivore.

## Nidification
Le Siffleur olivâtre niche de septembre à décembre, élevant une seule couvée pendant cette période. Le nid est une coupe fragile faite de brindilles, d'herbes et de morceaux d'écorce recouverts d'un matériau végétal plus souple lié avec des toiles d'araignée et situé dans la fourche d'un arbre à environ 2 m au-dessus du sol. Une couvée de deux ou trois œufs ovales sont pondus, mesurant 20 x 28 mm, sont couleurs crème brillant avec des taches brunes, noires et lavande.